# 천옌보 (운동선수)
천옌보(중국어 정체자: 陳彥博, 병음: Chén Yànbó, 한자음: 진언박, 영어: Tommy Chen, 1986년 6월 10일~)는 중화민국의 익스트림 운동선수이자 연설가이다. 